# Apple Watch
El Apple Watch, presentado por el fabricante como  Watch, es el primer reloj inteligente creado por la empresa Apple, presentado el 9 de septiembre de 2014 por Tim Cook. El reloj estuvo disponible para preventa el 10 de abril de 2015 y para venta el 24 de abril de 2015 en Estados Unidos, Japón, Canadá y otros países. En España, México y otros cinco países su disponibilidad comenzó el 26 de junio. Fue reemplazado por el Apple Watch Series 1, Series 2, y otros que le siguieron anualmente; en 2023, Apple lanzó al mercado el Series 9 y el Ultra 2.

## Funciones

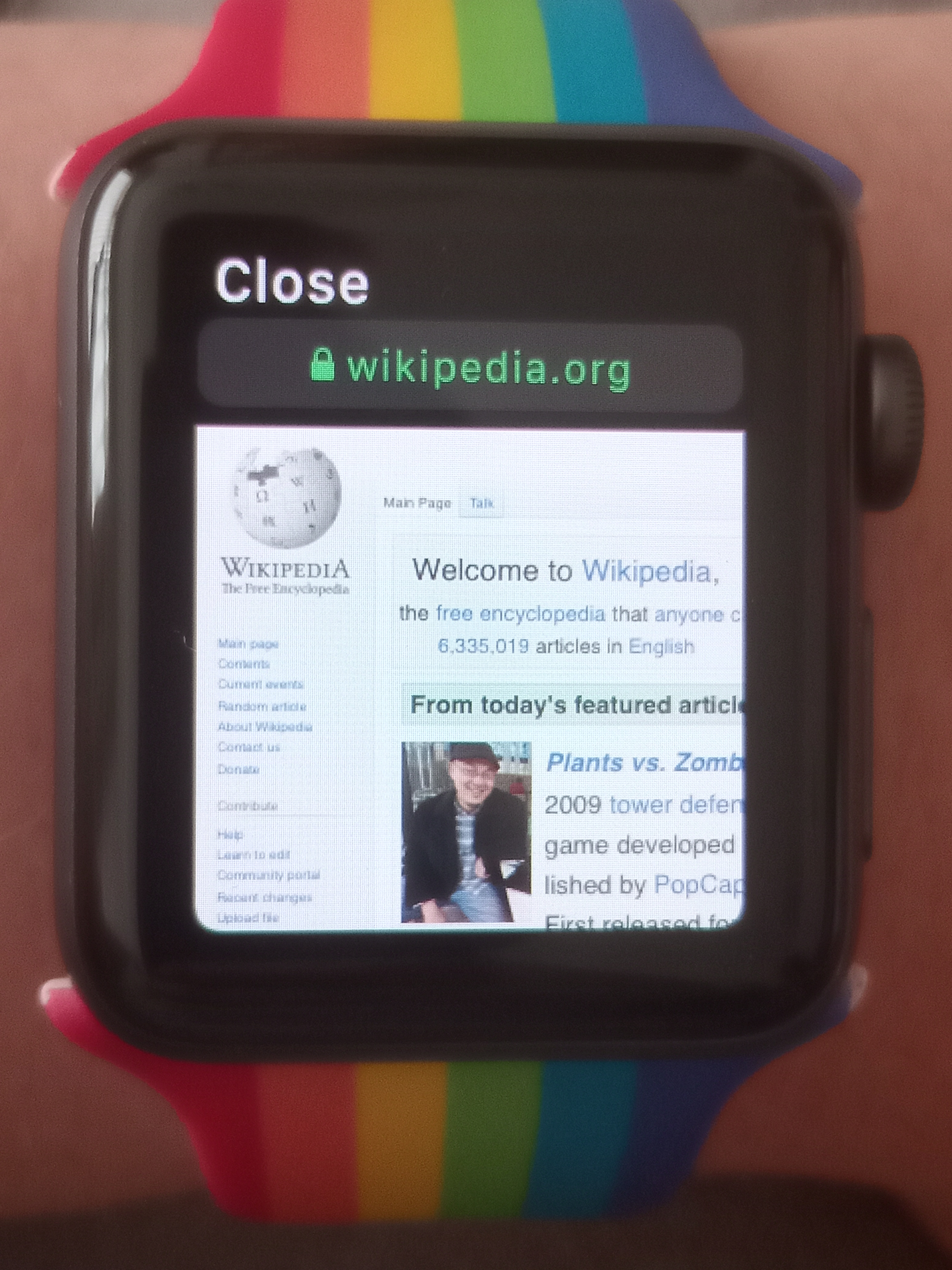
Wikipedia corriendo en Apple Watch

Utiliza el sistema operativo watchOS. 
El reloj posee una corona digital que, aparte de cumplir una función estética funciona para la respuesta háptica. Debido al pequeño tamaño de la pantalla es poco práctico usar los gestos del resto de los dispositivos con pantallas táctiles de Apple.
El dispositivo cuenta con una pantalla de retina especial y flexible, con una protección diferente para cada clase de reloj, que es capaz de detectar la presión ejercida sobre la misma; por lo tanto, capta la diferencia entre pulsación y presión. A esta tecnología Apple la ha denominado "Force Touch", la cual, tiempo más tarde, pasó a llamarse "3D Touch", debido a problemas de derechos de autor con Android.
La tercera generación del Apple watch cuenta con GPS y la conexión con el móvil se hace mediante Bluetooth 4.0 desde la primera versión.
Tiene un almacenamiento interno de 2 gigabytes. En principio no está pensado como un dispositivo autónomo, sino más bien como una segunda pantalla o complemento del iphone.
Tiene integrado el hardware necesario para realizar pagos a través de Apple Pay. También posee un sensor de pulso cardíaco para monitorizar la actividad física. Entre las aplicaciones que vienen por defecto está Digital Touch, con la que se pueden hacer dibujos en la pantalla del reloj para más tarde enviárselos a otros usuarios del Apple Watch. 
Cuenta además con el asistente personal Siri al que se puede invocar bien diciendo "Oye, Siri" o pulsando durante un segundo la corona digital. Además de responder a preguntas rápidas como "¿Qué tiempo hace?" o para obtener información de aplicaciones en el reloj como "¿He completado el anillo de entrenamiento?", también es útil para dictar mensajes de voz y poder enviarlos a través de Facebook, Twitter, WhatsApp, Telegram (hasta la versión 5), SMS, correo electrónico o cualquier otra plataforma de mensajería o red social compatible, ya que el reloj no cuenta con teclado.

## Diseño

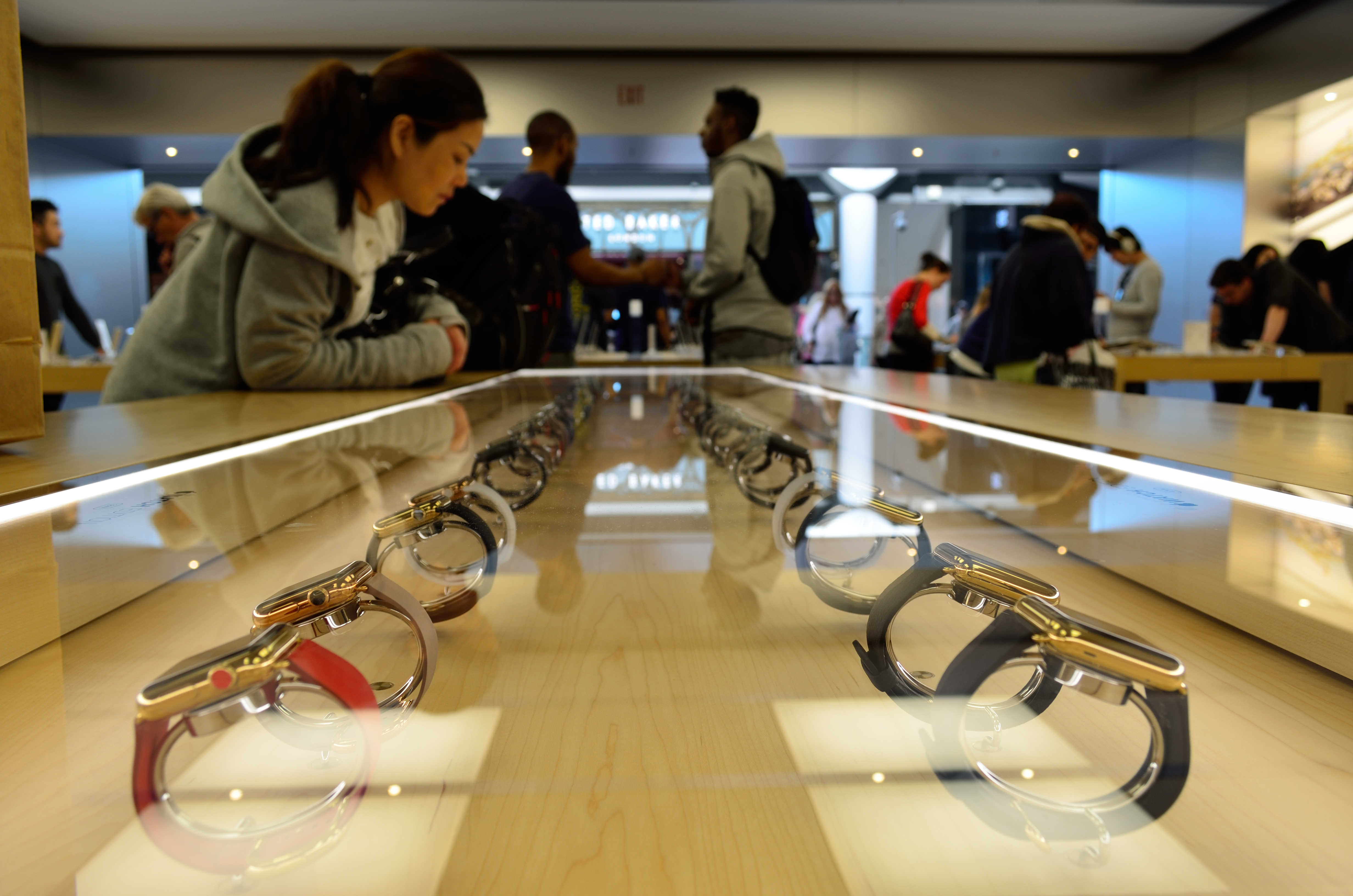
Un mostrador en una tienda de Apple, que muestra diferentes diseños de Apple Watch

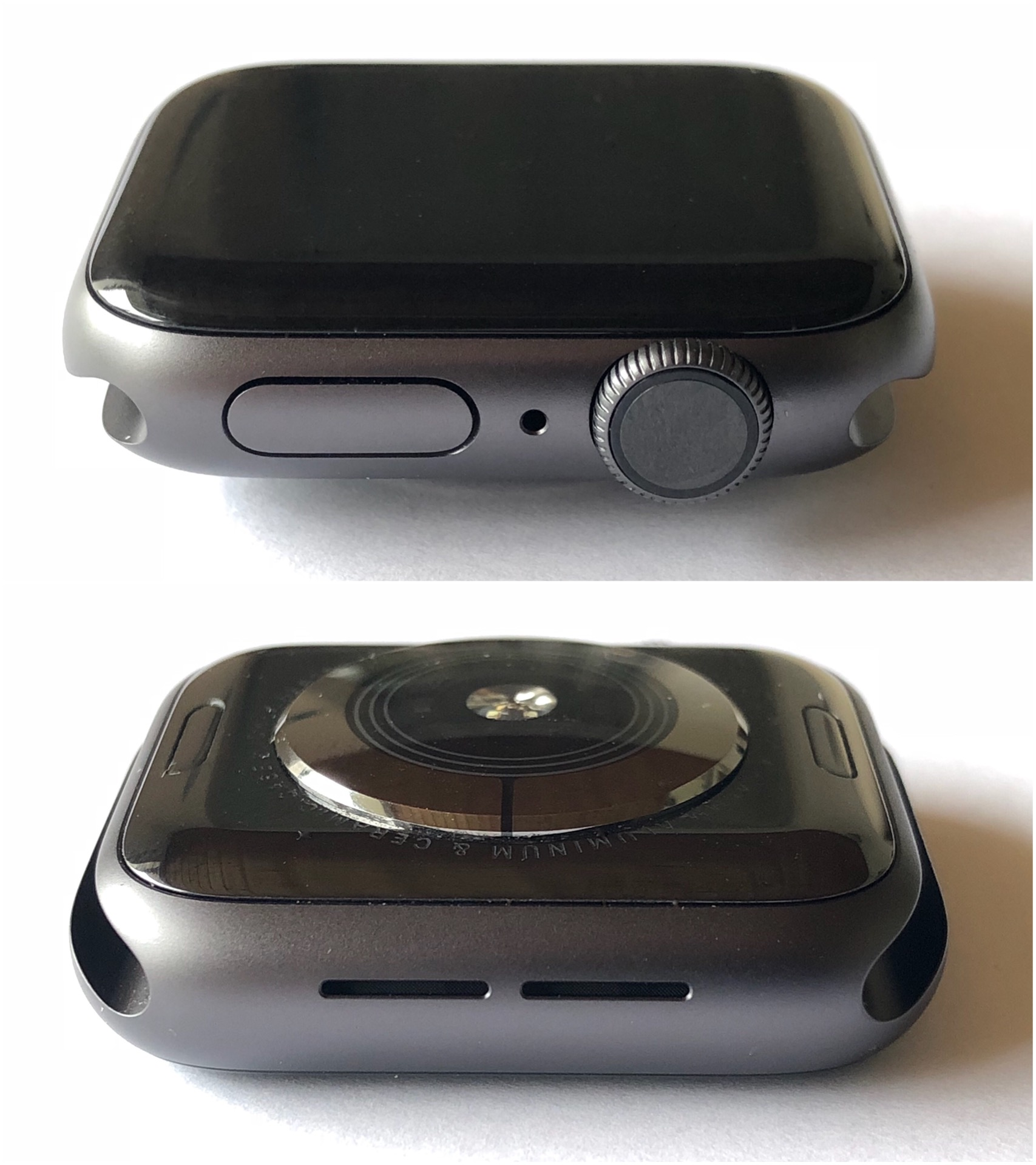
Series 4 (2018)

Hay dos versiones y están disponibles en dos tamaños: la pequeña que mide 38 mm y la grande de 42 mm.
- Apple Watch

Viene con caja de acero inoxidable en plateado o negro espacial. Su pantalla está protegida por cristal de zafiro. Hay una amplia variedad de correas, incluyendo pero no limitada a piel, eslabones de estilo milanés y fluoroelastómero.
- Apple Watch Hermés

- Apple Watch Sport

- Apple Watch Ultra

A la venta desde el 23 de septiembre de 2022, se distingue porque la batería dura más de un día, e incluso 60 horas si se le restringe ciertas funciones.

## Bandas o Pulsos
Existen diversidad de pulsos para estos relojes, todos enfocados personalizarlos de acuerdo a nuestras necesidades, o inclusive para que combinen con la ropa que usamos, esto hace posible que siempre estén a la moda.
El intercambio de este accesorio sumado a los distintos temas que se pueden configurar en la pantalla del reloj, prácticamente nos dan la posibilidad de tener un solo reloj para todas las ocasiones, el cual personalizamos según nuestros gustos y/o necesidades, 
Dentro de los pulsos para Apple Watch Archivado el 4 de marzo de 2021 en Wayback Machine. podemos encontrarlos en gran variedad de estilos, materiales, colores y marcas, clasificados así:
- Solo Loop: Último diseño lanzada a finales del año 2020, se caracteriza por no tener broche.
- Nylon: Pulso diseñado para momentos informales, muy fácil de colocar ya que se sujeta con un novedoso sistema en velcro
- Sports: Diseñado para deportistas.
- Silicona: Creado para acompañarlo a diario.
- Acero: Pulso eslabonado en Acero inoxidable, para usar tanto en ocasiones formales e informales.
- Milanese: Pulso tejido en Acero inoxidable, para usar tanto en ocasiones formales e informales.

## Tecnología
El Apple Watch incorpora diferentes innovaciones tecnológicas que permiten al usuario interactuar con el dispositivo de un modo peculiar.
- Corona Digital

La Corona Digital es el principal método de interacción con el Apple Watch y permite desplazarnos por el sistema sin tener que tocar la pantalla físicamente. La Corona Digital se sitúa en el lateral del reloj e imita la apariencia de las coronas tradicionales, aunque su funcionalidad es completamente diferente. Al rotar la Corona Digital, el Apple Watch convierte la rotación en datos electrónicos que permiten interactuar con los elementos que nos aparecen en pantalla. Los usos de la Corona Digital en el Apple Watch son muy diversos y varían en función del menú o la aplicación del sistema en el que nos encontramos. Por ejemplo, es posible deslizarnos por listas, ajustar la hora o hacer un acercamiento en la pantalla.
- 3D Touch

La tecnología 3D Touch que incorpora el Apple Watch permite diferenciar a la pantalla entre la simple pulsación y la presión. Esta tecnología se compone de una delgada capa de electrodos que se sitúan bajo el panel superior y que son capaces de detectar los distintos niveles de presión que aplica el usuario sobre la misma. La tecnología 3D Touch permite incorporar menús contextuales en las aplicaciones sin necesidad de ocupar un espacio adicional en pantalla. También es posible acceder al selector de esferas realizando presión en la pantalla principal del Apple Watch.
- Tecnología háptica

La tecnología háptica (haptic feedback en inglés) es el uso de una nueva generación de vibrador que se aplica al reloj, que consiste en un vibrador de movimiento lateral que puede reproducir diferentes variedades de vibración, que reaccionan y se reproducen concorde a las vibraciones emitidas por el altavoz, igualando la frecuencia que emite la bocina.
- Carga por inducción magnética

El Apple Watch utiliza un sistema de carga por inducción magnética. Este sistema consta de un cargador con una placa magnética que se adhiere a la parte trasera del Apple Watch y permite iniciar la carga del dispositivo. La carga por inducción magnética de permite que el reloj se encuentre completamente sellado ante líquidos y otras injerencias externas que podrían dañar los componentes electrónicos del dispositivo.
- GPS

El Apple Watch series 3 incorpora GPS interno, por lo que habilita algunas funcionalidades de localización y no necesita un iPhone para medir la distancia, el ritmo y el recorrido durante los entrenamientos.